# Ben 10
Ben 10 è una serie animata statunitense ideata dal gruppo Man of Action, prodotta da Alex Soto e trasmessa originariamente sulla rete Cartoon Network dal 27 dicembre 2005 e dal 14 settembre 2009 nel pomeriggio di Italia 1. La serie è composta da 52 episodi, divisi in quattro stagioni.
La storia è incentrata sul protagonista Ben Tennyson, un bambino che grazie all'Omnitrix acquisisce il potere di trasformarsi in dieci differenti alieni. Il genere della storia è prettamente di fantascienza ma spazia anche il fantastico e l'orrore.
La serie ha avuto tre sequel (Ben 10 - Forza aliena, Ben 10: Ultimate Alien e Ben 10: Omniverse) e in seguito un quiz televisivo dal titolo Ben 10 la sfida, una serie reboot intitolata Ben 10 e un film per la TV intitolato Ben 10 - Il segreto dell'Omnitrix.

## Trama
Benjamin "Ben" Tennyson è un ragazzino di dieci anni amante delle avventure, dei fumetti e di tutto ciò che è "anormale". Una volta terminata la scuola, si appresta entusiasta a trascorrere una lunga e avventurosa vacanza in campeggio con il camper del nonno Max, ben presto però, tutto il suo entusiasmo svanisce, quando scopre che la dovrà trascorrere con sua cugina Gwen; la scoperta risulta fastidiosa per entrambi e diventa causa di litigi. Alla fine gli animi si calmano e nonno Max riesce a portarli a visitare una foresta, i due cugini rimangono però astiosi fra loro, e la cena naturalistica preparata da nonno Max contribuisce a peggiorare il clima a tal punto di far andare via Ben. D'un tratto Ben osserva una luce verde precipitare al suolo; spinto dalla curiosità, va subito a vedere e, all'interno di una capsula, trova un oggetto simile ad un orologio, il quale, animato di volontà propria, si attacca immediatamente al braccio di Ben che cerca invano di rimuoverlo premendo per errore un pulsante che lo trasforma all'istante in un alieno di fuoco, "Inferno".

### L'inizio
All'inizio Ben è spaventato, dopo però si accorge che è in grado di sparare palle di fuoco, così inizia a prendere confidenza con le sue nuove sembianze, anche se per sbaglio appicca un incendio alla foresta. Intanto, Gwen e nonno Max intravedono del fumo e subito capiscono l'accaduto. Quando arrivano per spegnere il fuoco, Gwen vede Ben sotto forma di alieno di fuoco e gli getta dell'acqua addosso, Ben cerca di spiegarsi ma Gwen non lo ascolta. Alla fine Gwen capisce la vera identità dell'alieno di fuoco, perché quest'ultimo le urla, arrabbiato, il tradizionale insulto che usa nei suoi confronti, "rospa". Dopo aver spento l'incendio, Ben, Gwen e nonno Max si riuniscono per discutere della faccenda, Ben è in preda al panico perché non vuole rimanere un mostro di fuoco per sempre, ma, proprio quando lo dice, una luce rossa illumina un simbolo posto al centro del suo corpo e Ben ritorna normale. Ben capisce approssimativamente come far funzionare l'orologio, rimanendo sveglio tutta la notte. Verso l'alba, però, dallo spazio appare un'astronave che si trasforma in un gigantesco robot alieno, che distrugge tutto il campeggio mettendo in fuga tutti i campeggiatori. Ma, quando anche Gwen e nonno Max sono sul punto di scappare, Ben decide di affrontare il robot e si trasforma in un mostro fatto di diamante. Ben cerca di attaccare il robot, ma il droide alieno lo sconfigge senza problemi. Inizialmente Ben pensa che l'alieno in cui si è trasformato non sia in grado di fare niente, ma scopre le potenzialità dell'alieno quando si accorge di essere in grado di scagliare diamanti e rigenerarsi. Alla fine Ben riesce a distruggere il robot alieno dopo avergli rivolto contro un suo stesso raggio laser per effetto della rifrazione. Dopo la vittoria contro il robot alieno, Ben decide di diventare un supereroe e di salvare tutte le persone che ne hanno bisogno e ciò lo rende ancora più antipatico alla cugina Gwen.

### L'estate
L'avventura estiva di Ben 10 inizia con la scoperta che l'orologio che ha trovato si chiama Omnitrix, che viene considerato l'arma più potente della galassia e che, se in mani sbagliate, può diventare pericolosissimo. L'orologio gli crea tantissimi nemici, primo fra tutti il malvagio Vilgax, un alieno simile ad una piovra umanoide, che farà di tutto per ottenere l'Omnitrix e con esso conquistare la galassia, infatti il robot alieno che aveva precedentemente attaccato il campeggio è proprio un suo emissario. Ben dovrà affrontare tante avventure, imparando anche a ragionare a dovere (cosa non comune per lui) e a saper usare ogni alieno nel posto giusto al momento giusto, anche se l'orologio non sarà mai completamente sotto il suo controllo e questo susciterà diversi momenti comici, come la continua trasformazione di Ben in alieni che non aveva inizialmente selezionato.

#### Prima Stagione
La trama della prima stagione del cartoon si svolge principalmente intorno alla contesa tra Ben e Vilgax per il possesso dell'Omnitrix. All'inizio della serie, Vilgax è seriamente ferito dal conflitto a fuoco tra la sua astronave ed un'altra, sulla quale viaggiava l'Omnitrix prima che venisse spedito sulla Terra con una capsula di salvataggio. Vilgax cerca di recuperare l'Omnitrix prima mandando vari droni robot a combattere contro Ben, poi, essendo ormai completamente guarito, provvede lui stesso, ma viene fermato ogni volta da Ben, Gwen e Nonno Max. Inoltre, durante la serie alcuni indizi portano a pensare che Max sappia più degli alieni di quanto voglia far credere ai nipoti, fino alla rivelazione che lui aveva già incontrato e combattuto Vilgax in passato e che faceva parte di un'organizzazione segreta, i Risolutori, il cui compito era occuparsi degli alieni presenti sul pianeta Terra. Una trama più sottile della serie coinvolge invece Ben, costretto dagli eventi a "crescere" e ad imparare ad usare l'Omnitrix responsabilmente, con particolare enfasi nell'episodio "Lo Strano Kevin".

#### Seconda Stagione
La seconda stagione coinvolge vari nemici, inoltre, Ben con l'aggiunta di Rotolone nell'Omnitrix scopre che può trasformarsi in altri tipi d'alieni oltre ai 10 originali. Per quanto riguarda la trama legata all'Omnitrix, il più rilevante dei nemici è Kevin 11, un ragazzo in grado di assorbire vari tipi di energia e rilasciarli quando ne ha bisogno. Kevin incontra Ben per la prima volta nella prima stagione, nell'episodio "Lo Strano Kevin", e, in occasione di quell'incontro, assorbe inavvertitamente parte dell'energia dell'Omnitrix e con essa alcuni dei poteri degli alieni in esso presenti. Kevin diventa così l'antitesi di Ben. A causa del grande potere dell'orologio, Kevin si trasforma definitivamente in un alieno che non è altri che l'unione delle dieci forme originali dell'orologio e incolpa Ben di questo. Verso la fine della stagione anche Vilgax fa il suo ritorno, alleandosi con Kevin, per cercare di riuscire insieme dove avevano fallito singolarmente in precedenza. Ma falliscono di nuovo, venendo intrappolati nel Vuoto Totale, una dimensione alternativa nella quale gli alieni pericolosi venivano in passato rinchiusi prima dai galvaniani e poi dai Risolutori. Un altro importante avvenimento è la distruzione di Pelle d'Oca, una delle forme aliene originali di Ben che, nell’episodio intitolato “Pelle d’oca e i mostri del circo”, riesce ad evadere dall'orologio, rivelando la sua vera natura e diventando più potente, e pianifica di impossessarsi dell'orologio e conquistare la galassia. Viene però sconfitto e distrutto da Ben tramite la luce solare, visto che la nuova forma dell'alieno non gli consente di essere esposto alla luce. Parallelamente alle sfide che coinvolgono Ben, Gwen si ritroverà più volte ad affrontare lo Stregone e sua nipote Incantatrice, un'avversaria molto potente in grado di usare la magia, la quale diventerà la sua principale antagonista e alla quale sottrarrà il libro degli incantesimi. Il libro le permetterà, grazie al fatto di essere, a detta di Incantatrice, "dotata di un'aura magica", di apprendere le basi della magia e riequilibrerà il rapporto nella serie con Ben e il suo Omnitrix in quanto le permetterà di essergli maggiormente d'aiuto e di salvare a sua volta delle vite. Ognuno dei tre Tennyson diventa quindi molto importante nell'economia della squadra: Ben con il suo Omnitrix, Gwen con la magia, nonno Max con le sue esperienze e tecnologie da Risolutore.

#### Terza Stagione
La terza stagione ha un formato simile a quello della seconda ma ancora più "dark". I pochi episodi che fanno parte della trama vera e propria riguardano alieni somiglianti ai tradizionali mostri tratti da film horror, in particolare un lupo e una mummia alieni, che Ben acquisisce come nuove forme tramite il loro contatto con l'Omnitrix. Una luce di colore viola, causata da un dispositivo di teletrasporto creato dall'alieno simile al Mostro di Frankenstein, Dottor Vicktor, preannuncia il loro arrivo. Vicktor, come si scoprirà più avanti, è fedele a Pelle d'Oca, che sarà riportato in vita da lui stesso più tardi nel corso della terza serie stessa. L'ex alieno di Ben trama di far piombare la Terra nell'oscurità più totale usando un raggio al corrodio, un minerale che sulla Terra non esiste, proiettato da una stazione spaziale e ritrasmesso su tutta la superficie terrestre da un trasmettitore nel Nuovo Messico, cosa che dovrebbe permettergli di conquistare per sempre i suoi pieni poteri e di regnare incontrastato sul pianeta. Il suo piano viene però ostacolato e rovinato da Ben ancora una volta e lo stesso Pelle d'Oca muore nuovamente a causa della sua esposizione alla luce diretta del Sole. Tuttavia, alla fine Ben scopre che il DNA di Pelle d'Oca è stato riaggiunto all'Omnitrix, non più nella sua forma originale ma nella nuova.

#### Quarta Stagione
La quarta e ultima stagione riguarda gli ultimi eventi che accadono durante la vacanza dei Tennyson prima del ritorno a casa. Gli episodi legati alla trama raccontano del conflitto tra Ben ed il capo dei Cavalieri Immortali, Re Eterno. Quest'ultimo recluta i principali nemici che Ben si è fatto durante l'estate e forma un gruppo di supercattivi, i Terribili 10, che comprende lo stesso Re Eterno, il Cavaliere Ninja Robot Immortale (l'unico nemico inedito dei dieci) l'incredibile Sublimino, i tre Mostri del Circo, Rojo, Incantatrice, Clancy e il Dr Animus). I suoi obiettivi sono sconfiggere i Tennyson e rubare una fonte inesauribile di energia, la Sub-Energia, dal Monte Rushmore, base dei Risolutori. Ben sconfigge Re Eterno, causando inoltre la distruzione dei volti dei presidenti del Monte Rushmore durante il combattimento.

### La fine dell'estate
La serie termina con il rientro a casa di Ben alla fine delle vacanze, dove torna alla sua vita di tutti i giorni, ritornando, da eroe che era, ad essere ignorato e preso in giro da tutti. Inoltre, si ritrova inaspettatamente Gwen come compagna di scuola, poiché, dopo gli avvenimenti dell'estate, la ragazza si è trasferita anch'essa a Bellwood. Succede però che i Tennyson vengono nuovamente attaccati da Vilgax e per combatterlo sono costretti ad "arruolare" i genitori di Ben, Carl e Sandra. Il ritorno anche di nonno Max nel team fa sì che tutta la famiglia si ritrovi unita nel combattere l'arcinemico di Ben. Vilgax viene infine attirato da Ben in un gasdotto costruito dal padre di Ben e fatto esplodere all'interno sconfiggendolo una volta per tutte facendo credere a Ben che Vilgax sia morto nell'esplosione. Tuttavia, in realtà, questo evento (che si può vedere nell'episodio Il ritorno a casa) è accaduto in un universo parallelo e quindi non è canonico con il resto della serie (così come l'episodio Gwen 10).

## Personaggi

### Protagonisti
- Benjamin Kirby "Ben" Tennyson, doppiato da Daniele Raffaeli.
- Gwen Tennyson, doppiata da Barbara Pitotti, è la cugina di Ben.
- Max Tennyson, doppiato da Toni Orlandi, è il nonno di Ben e Gwen.
- Kevin Levin, doppiato da Gianluca Crisafi, è un ragazzino mutante di 11 anni in grado di trasformarsi negli alieni di Ben assorbendone l'energia.

### Antagonisti
- Vilgax
- Pelle d'oca
- Re Eterno
- Dr. Animus
- Stregone
- Incantatrice
- Enoch
- Sublimino
- Zombozo
- Mostri del circo
- Rojo
- Clancy
- Dr. Vicktor

## Ambientazione
La famiglia Tennyson vive negli Stati Uniti d'America, precisamente nella città immaginaria di Bellwood, ma le vicende del cartone si svolgono in numerose altre zone del Paese, da New York a San Francisco, dal Nuovo Messico a Las Vegas, ed anche nello spazio cosmico.

## Episodi
| Stagione         | Episodi | Prima TV USA |
| ---------------- | ------- | ------------ |
| Prima stagione   | 13      | 2005-2006    |
| Seconda stagione | 13      | 2006         |
| Terza stagione   | 13      | 2006-2007    |
| Quarta stagione  | 10      | 2007-2008    |

### Ben 10 Shorts
I Ben 10 Shorts sono una serie di video di pressappoco due minuti che sono stati aggiunti come contenuto extra nei DVD di Ben 10 editi negli Stati Uniti. Sono andati in onda anche sul servizio di trasmissione online di Cartoon Network. Al momento non si ha notizia di eventuali traduzioni in italiano.
| Nº | Titolo originale | Data USA         |
| -- | --- | ---------------- |
| 01 | "Snack Break" | 18 febbraio 2008 |
| 01 | Ben e Gwen vogliono prendere qualcosa al distributore automatico. Quando la merenda di Ben rimane nel distributore, il suo piano di recuperarla con Materia Grigia non va nel migliore dei modi.                                                                        |                  |
| 02 | "Survival Skills" | 10 marzo 2008    |
| 02 | Quando Ben inavvertitamente mette fuori uso il fuoco di bivacco necessario per arrostire i marshmallow, il ragazzo deve crearne un altro senza usare l'Omnitrix. Quando Max si allontana un attimo, Ben finisce per usare Inferno, pagandone successivamente il prezzo. |                  |
| 03 | "Radio Dazed" | 24 marzo 2008    |
| 03 | Ben e Gwen sono stanchi di sentire la musica scelta da Nonno Max. Ben decide di mixarla un po' grazie a Plusultra - non solo in senso figurato. |                  |
| 04 | "Sleepaway Camper" | 7 aprile 2008    |
| 04 | Il russare senza sosta di Nonno Max sta tenendo sveglio Ben, che cerca di trovare un modo per addormentarsi. Dopo aver provato qualsiasi cosa senza successo, Ben usa Mastica per andare a dormire sul fondo del lago.                                                  |                  |
| 05 | "Tenace Inseguimento" | 21 aprile 2008   |
| 05 | Quando la borsa di un'anziana vecchietta viene rubata, le cose non vanno come dovrebbero dopo che Ben si è trasformato in Bestiale per recuperarla. |                  |
| 06 | "Let the Games Begin" | 1º luglio 2008   |
| 06 | Ben e Gwen stanno giocando a bingo e Ben sta perdendo, così si trasforma in XLR8 per cercare di vincere imbrogliando - con risultati meno che soddisfacenti. |                  |
| 07 | "Handle with Care" | 8 luglio 2008    |
| 07 | Ben e Gwen sono a un museo, osservando una mostra di uova di cristallo, quando dei ladri provano a rubarla interamente. Ben si trasforma in Diamante, ma anche per lui è difficile mettere fuori gioco i ladri e proteggere le uova dalla rottura contemporaneamente.   |                  |
| 08 | "Vietato rubare la Vecchia Carretta" | 14 luglio 2008   |
| 08 | Due uomini cercano di rubare la Vecchia Carretta mentre Nonno Max non c'è. Fortunatamente, Ben è a bordo e i ladri devono vedersela con 2x2. |                  |

### DVD
|                            |                     |   |            |                  |  |  |
| "Stagione 1, Volume 1"     | 1.33 PAL Full Frame | 5 | 110 minuti | 3 novembre 2009  |  |  |
| "Stagione 1, Volume 2"     | 1.33 PAL Full Frame | 4 | 88 minuti  | 3 novembre 2009  |  |  |
| "Stagione 1, Volume 3"     | 1.33 PAL Full Frame | 4 | 88 minuti  | 3 novembre 2009  |  |  |
| "Stagione 2, Volume 1"     | 1.33 PAL Full Frame | 5 | 110 minuti | 19 gennaio 2010  |  |  |
| "Stagione 2, Volume 2"     | 1.33 PAL Full Frame | 4 | 88 minuti  | 19 gennaio 2010  |  |  |
| "Stagione 2, Volume 3"     | 1.33 PAL Full Frame | 4 | 88 minuti  | 19 gennaio 2010  |  |  |
| "Il Segreto dell'Omnitrix" | 1.33 PAL Full Frame | 1 | 68 minuti  | 23 febbraio 2010 |  |  |

## Omnitrix
Il soggetto principale delle serie è l'Omnitrix, un apparecchio alieno simile ad un orologio trovato da Ben nel primo episodio. Usandolo, Ben può trasformarsi in una varietà di alieni diversi, che lui utilizza per combattere i vari nemici delle serie. Come spiegato nel cartoon, l'Omnitrix funziona trasferendo del DNA alieno a Ben, trasformandolo per un breve periodo di tempo nell'alieno scelto da lui (ma non sempre l'alieno che vuole) e poi ritrasformandolo nella sua forma umana. Come spiegato in "Ben 10: Corsa contro il tempo", il tempo limitato in cui l'orologio è attivo (circa 10 minuti) serve per proteggere chi usa l'orologio dall'essere dominato dal DNA alieno.
Per prevenire il problema di un semplice furto dell'Omnitrix da Ben, l'Omnitrix è strutturato in modo che rimuoverlo dal polso di chi lo utilizza sia molto difficile. Inoltre, quando qualcuno prova a rimuoverlo, l'orologio emette un fascio di energia in tutte le direzioni, atto a scoraggiare l'eventuale ladro. Nei rari casi in cui qualcuno è riuscito a rimuovere l'apparecchio, sembra che ci sia voluta un'enorme quantità di tempo o macchinari tecnologicamente molto avanzati per avere successo.
Come già ricorrente, così come in occasionali punti della trama, l'Omnitrix tende a funzionare in modi diversi dai desideri di Ben. A volte lo trasformerà nell'alieno sbagliato, smetterà di funzionare nel momento meno adatto, o semplicemente non si attiverà per niente. Vari episodi mostrano che almeno una parte di questo comportamento è causata dalla mancanza di familiarità di Ben con l'orologio e alcuni episodi mostrano come la conoscenza dell'orologio da parte di alcuni soggetti li porti a farlo funzionare con molta più facilità di Ben. Quando usato con il suo pieno potenziale, l'Omnitrix può funzionare all'infinito e tramite il volere di chi lo usa, piuttosto che dalla selezione manuale. Se Ben viene gravemente ferito, il potere dell'Omnitrix si terminerà all'istante.
Le origini dell'Omnitrix sono spiegate in "Ben 10: Il segreto dell'Omnitrix". Il suo creatore, Azmuth, spiega che lui lo costruì per provvedere ad una migliore intesa tra le varie specie aliene dell'universo - il proverbiale "mettersi nei panni degli altri". A quello scopo, l'Omnitrix assorbe e integra i DNA di alieni per l'uso di colui che lo utilizza. A causa del potenziale combattivo di alcuni alieni, specialmente quelli che Ben usa più comunemente nei suoi combattimenti, l'orologio venne visto come un'arma distruttiva da Vilgax. Spaventato che qualcuno potesse usare l'Omnitrix per gli scopi sbagliati, Azmuth installò un dispositivo di autodistruzione in esso, che è l'argomento principale della trama del film " Ben 10: Il segreto dell'Omnitrix".
Se le sue origini sono strane, ancor più strano è il suo funzionamento: l'Omnitrix non è altro che un dispositivo "wireless" che si collega a Primus, un pianeta vivente creato da Azmuth, e che tramite il "flusso del codone" (un liquido verde che scorre su tutto il pianeta contenente il DNA di tutti gli esseri viventi dell'universo) trasmette le informazioni dei vari corredi genetici all'orologio e permette a Ben Tennyson di trasformarsi. I malfunzionamenti e gli scherzi causati dall'Omnitrix sono dovuti ad un malfunzionamento di questa trasmissione, ovviamente causato da Ben mentre trafficava con l'orologio, e come sistema d'emergenza l'Omnitrix gli trasmetteva un'informazione genetica casuale pur di permettergli la trasformazione.
Gli alieni principali sono:
- Bestiale: un alieno quadrupede, spesso paragonato ad un cane per via della folta peluria arancione e perché unico alieno di Ben a non essere in grado di parlare. Bestiale è dotato di un’eccezionale agilità, nonostante sia sprovvisto di occhi, grazie ai suoi super sensi che gli consentono di orientarsi e di captare odori e suoni. Appartiene alla razza aliena dei Volpimencer;
- 2x2: alieno preferito di Ben, dal riconoscibile colorito rosso,  possiede quattro arti superiori che gli conferiscono una forza al di fuori del comune. Le abilità principali di 2x2 si limitano al combattimento corpo a corpo ma l’alieno è anche in grado di generare notevoli onde sonore e di effettuare salti enormi. Appartiene alla razza aliena dei Tetramand;
- Materia Grigia: piccolo alieno dalle dimensioni molto ridotte ma con un intelletto al di fuori della norma. Appartiene alla razza aliena dei Galvaniani, la stessa di Azmuth, il costruttore dell’Omnitrix;
- XLR8: uno degli alieni più utilizzati da Ben, grazie alla sua super-velocità che il ragazzino sfrutta anche per vendicarsi dei bulli della sua scuola. Si tratta di un alieno dalla fisionomia rettiliana, dotato di una lunga coda striata di blu e nero, di due rotelle sulle quali corre e di una visiera incorporata che si abbassa mentre è in azione. Appartiene alla razza aliena dei Kineceleran;
- Plusultra: un alieno fatto di metallo che può assumere il controllo di qualsiasi sistema tecnologico esistente, fondendosi con esso e aumentandone le capacità e le prestazioni. Appartiene alla razza aliena dei Metamorph Galvanici;
- Diamante: un alieno dotato di un corpo impenetrabile che ricorda per l’appunto le proprietà dell’omonimo minerale. Oltre ad essere inscalfibile e molto resistente, Diamante però è anche in grado di manipolare il proprio corpo rendendo gli arti aguzzi ed emettendo schegge appuntite. Appartiene alla razza aliena dei Petrosapien, la stessa di Tetrax;
- Mastica: un alieno utile per i combattimenti acquatici. Un misto tra un comune pesce e una rana pescatrice, Mastica è senza dubbio l’alieno migliore che si possa usare sott’acqua, essendo dotato di branchie e di una coda (simile a quella delle sirene) che ottiene unendo le proprie gambe ma il suo nome è dovuto alla particolare formazione della sua mascella che accoglie un numero spropositato di denti aguzzi con i quali può dilaniare qualsiasi cosa. Nonostante ciò, Mastica può essere utilizzato anche sulla terraferma dove però si rivela troppo debole a causa del mancato apporto costante di acqua, motivo per cui è uno degli alieni che Ben utilizza di meno in assoluto. Appartiene alla razza aliena dei Pisciss Volann;
- Pungiglione: uno degli alieni più utilizzati da Ben a causa della sua spiccata capacità nel volo. Pungiglione è infatti l’unico alieno di Ben a poter volare, essendo dotato di due ali molto sottili e veloci, ma suscettibili all’acqua. Le sue fattezze ricordano a tutti gli effetti quelle di un insetto, essendo provvisto di quattro occhi, di sei zampe, di un “pungiglione” sulla coda e di un caratteristico odore nauseabondo. È inoltre in grado di emettere del muco appiccicoso dalla bocca e dagli occhi, che risulta molto utile quando le sue ali sono bagnate e gli impediscono di prendere il volo. Appartiene alla razza aliena dei Lepidopterran;
- Pelle d'Oca: alieno-fantasma in grado di diventare intangibile e di attraversare le pareti. Pelle d’oca è l’unico alieno dell’Omnitrix ad essere riuscito a preservare una propria coscienza rispetto a quella di Ben, motivo per il quale il ragazzino si sente sempre a disagio nelle vesti dell’alieno, tanto da riuscire ad evadere dall’orologio e rivelare così la sua vera fisionomia. La forma aliena posseduta da Ben infatti è provvista di una seconda pelle (utile per riparare la forma interna dai raggi del sole) sulla quale scorre l’unico occhio dell’alieno; tuttavia, una volta evaso dall’orologio e spogliato della pelle esterna, l’alieno rivela la sua macabra e inquietante forma, con lunghi tentacoli che fuoriescono dal ventre ed una testa girata al contrario la cui bocca è posizionata al posto dell’occhio e viceversa. Appartiene alla razza aliena degli Ectonuriti;
- Inferno: un alieno infuocato in grado di controllare il fuoco e di scatenare incendi. Risulta essere costituito da vere e proprie fiamme che gli attraversano il corpo ma che possono essere spente se Inferno viene in contatto con l’acqua. Appartiene alla razza aliena dei Pyroniti;

Nel corso della serie, Ben riesce però a sbloccare altre nove forme aliene che si aggiungono alle dieci originali, arrivando ad un totale di 19 alieni (escludendo l’evasione di Pelle d’oca). Essi sono:
- Rotolone: alieno simile ad un armadillo con la capacità di chiudersi in una sfera corazzata con la quale può rotolare e rimbalzare su qualsiasi superficie. In seguito all’evasione di Pelle d’oca dall’Omnitrix, Rotolone prende il posto dell’alieno anche nella sigla iniziale. Fa la sua prima apparizione nell’episodio La grande Zecca;
- Vite Elastica: alieno-pianta con la capacità di allungarsi a dismisura e lanciare semi-bomba dalle proprietà esplosive. Fa la sua prima apparizione nell’episodio Il campeggio della paura;
- Blitzwolfer: alieno-lupo che Ben acquisisce in seguito all’esposizione dell’Omnitrix al DNA del lupo alieno al servizio del dr. Viktor, con la capacità di emettere onde sonore dal muso che può dividersi in quattro parti. Fa la sua prima apparizione nell’episodio Il lupo alieno;
- Faraon: alieno simile ad una mummia egiziana, costituito da bende che può allungare a dismisura. Ben acquisisce l’alieno in seguito al contatto con il DNA della mummia aliena al servizio del dr. Viktor. Fa la sua prima apparizione nell’episodio Una brutta sorpresa per Ben;
- Frankenstrike: alieno simile al mostro di Frankenstein con la capacità di acquisire energia elettrica. Ben acquisisce la forma aliena in seguito al contatto dell’Omnitrix con il dr. Viktor, in realtà un alieno seguace di Pelle d’oca. Fa la sua prima apparizione nell’episodio La Terra è in pericolo;
- Vomito: un piccolo alieno con la capacità di ingurgitare qualsiasi oggetto inorganico per poi rilasciare devastanti attacchi energetici in seguito alla digestione degli stessi. Viene sbloccato da Xylene per aiutare Ben a salvare Nonno Max in seguito all’attacco di un sottoposto robotico di Vilgax nell’episodio Una vecchia fiamma;
- Idem: alieno in grado di duplicarsi in infinite copie di se stesso. Appare per la prima volta nell’episodio Divisi vinciamo;
- Mille Occhi: alieno dotato di innumerevoli occhi sparsi per tutto il corpo dai quali può scagliare raggi laser. Appare solo una volta in tutta la serie, nell’episodio Ben 10 contro i Terribili 10 (seconda parte);
- Gigante: alieno titanico dotato di un’altezza gargantuesca con la capacità di emettere raggi cosmici potentissimi. Appare unicamente nel film Ben 10 - Il segreto dell’Omnitrix dove viene sbloccato da Azmuth, il creatore del dispositivo, per permettere a Ben di sconfiggere Vilgax una volta per tutte. Ben riguadagna la forma aliena durante gli eventi di Forza Aliena nell’episodio Guerra dei mondi (prima parte).

## Film TV
Tre film dedicati a Ben 10 sono stati distribuiti tra il 2007 e il 2012. Il primo è un film d'animazione chiamato Il segreto dell'Omnitrix, nel quale l'Omnitrix viene accidentalmente impostato per autodistruggersi e Ben deve assolutamente rintracciare il creatore del dispositivo per fermare il countdown. Il film andò in onda negli Stati Uniti il 10 agosto 2007, mentre nel Regno Unito il 22 ottobre 2007. Michael Ouweleen ha descritto il nemico del film, Vilgax, come un "Dart Fener senza senso dell'umorismo". Una diversa versione de Il segreto dell'Omnitrix introduceva un nuovo alieno dell'Omnitrix (Milleocchi), che prendeva il posto dell'originale (Inferno) nella sequenza iniziale, andò in onda il 1º settembre 2007. Una terza versione (con XLR8 nella sequenza iniziale) andò in onda il 20 ottobre 2007. Durante la première di Forza aliena, venne spiegato che Il segreto dell'Omnitrix doveva inizialmente essere il finale cronologico della serie di Ben 10, anche se fu trasmesso molto prima dell'ultimo episodio, che infatti non fa parte del canone della serie.
Il secondo è un film dal vivo intitolato Ben 10 - Corsa contro il tempo, che andò in onda su Cartoon Network il 21 novembre 2007. La trama si svolge presumibilmente dopo i fatti de Il ritorno a casa e si sviluppa quando Ben, Gwen e nonno Max fanno ritorno nella cittadina di Bellwood per provare a tornare nuovamente alla "normalità". Sfortunatamente, le loro vite vengono sconvolte ancora una volta da un misterioso alieno di nome Eon, che rivela di avere un'inaspettata connessione con l'Omnitrix. Il film fu diretto da Alex Winter. Winter dichiarò alla conferenza stampa di presentazione del film, nel 2007, che le sue intenzioni erano che "questa cosa somigliasse ad un film sugli X-Men", che fosse un'avventura epica, "più vicina alla cinematografia che all'animazione" e che fosse adatta a tutte le età. La produzione del film terminò nell'ottobre 2007.
Il terzo film, pure ambientato durante l'anno scolastico dei due cugini, dopo i fatti dell'ultima stagione della serie cartone, è uscito nel 2012, circa tre anni dopo la fine della serie, ed è in prodotto in CGI. Perno della trama è un nuovo malfunzionamento dell'Omnitrix, che vede l'intervento conseguente del mercenario Tetrax Shard, del nuovo arrivato Retaliator e infine di Azmuth, il creatore dell'Omnitrix.

## Sequel
Ben 10 - Forza aliena è il seguito della prima serie di Ben 10 ed avviene cinque anni dopo la serie originale. Ciò ha portato indirettamente questa serie ad assumere toni più cupi rispetto alla precedente. La serie fu trasmessa per la prima volta negli Stati Uniti su Cartoon Network il 18 aprile 2008. Ha esordito anche in Canada, su Teletoon. Esiste un videogame del cartone per Nintendo DS, Wii, PlayStation 2 e PlayStation Portable. Dalla serie è stato anche tratto un episodio crossover con la serie animata Generator Rex, intitolato Ben 10/Generator Rex: Heroes United.
La produzione di un altro sequel, Ben 10: Ultimate Alien, venne trasmessa da Cartoon Network nel 2010. La serie si svolge un anno dopo la fine di Forza aliena.
La quarta serie Ben 10: Omniverse, è ambientata fra più universi, due anni dopo la terza serie, andando comunque in cronologia e con una nuova grafica.

### Reboot
La quinta serie, Ben 10, è un reboot della prima serie con un nuovo stile grafico.

## Videogiochi

### Protector of Earth
Nel 2007 è stato pubblicato il primo videogioco dedicato alla serie: Ben 10: Protector of Earth, per PlayStation Portable, PlayStation 2, Wii e Nintendo DS.